# 42-я стрелковая дивизия (РСФСР)
42-я стрелковая дивизия — стрелковое соединение РККА в период Гражданской войны в России.

## История
В период Гражданской войны и военной интервенции в России в ноябре 1918 года в РККА был разработан новый план развития полевых войск, который предусматривал сформирование 47 номерных стрелковых дивизий (сд), включавших в себя 116 стрелковых бригад и 339 стрелковых полков. 19 февраля 1919 года план сформирования был сообщен фронтам РККА, с приказанием закончить реорганизацию к 1 апреля 1919 года. К 15 мая 1919 года эта работа была полностью завершена. Бригадная организация сд предусматривала по штату управление, три стрелковые бригады по три полка. Для придания большей боевой и хозяйственной самостоятельности сбр штатом № 220/34 было значительно усилено бригадное звено в сд за счёт увеличения её штатной численности.

### 1919 год
Первоначально была сформирована приказом по Группе войск курского направления N 2 от 10 января 1919 года из партизанских отрядов в районе г. Луганска как 4-я партизанская дивизия; приказом по Группе N 27 от 10 февраля 1919 года переименована в 4-ю стрелковую дивизию; приказом войскам 13-й армии № 47 от 7 марта 1919 года переименована в 42-ю стрелковую дивизию.
Включала в свой состав 370-й, 371-й, 372-й, 373-й, 374-й, 375-й, 376-й, 377-й, 378-й стрелковые полки.
В марте—апреле 1919 дивизия участвовала в боях против войск русской Кавказской Добровольческой армии под командованием генерала А. И. Деникина, входившей в состав Вооружённых силы Юга России в Донбассе (Донбасс).,
14 августа — 12 сентября дивизия участвовала в августовском контрнаступлении Южного фронта. Она наступала в составе Группы войск В. И. Селивачева, вышла к г. Белгород, отходила с арьергардными боями на рубеж р. Сейм).,
13 октября — 16 ноября в составе 13-й армии дивизия участвовала Воронежско-Касторненской операции (наступление на ж.д. узел Касторное в составе ударной группы, овладение ст. Долгоруково, Ливны, Касторное).,
На 7 октября дивизия имела в своём составе 5629 пехотинцев (штыков), 235 кавалеристов (сабель), 152 пулемёта, 27 орудий.
24 ноября — 12 декабря в составе 13-й армии дивизия участвовала в Харьковской операции (наступление вдоль ж.д. от г. Старый Оскол на г. Купянск, участие в освобождении гг. Новый Оскол, Валуйки, Купянск).,
18 — 31 декабря в составе 13-й армии дивизия участвовала Донбасской операции (наступление на левом крыле фронта, освобождение ст. Славянск, Константиновка, Ясиноватая, Юзовка).,

### 1920 год
С переименованием Южного фронта в Юго-Западный (директива Главкома No.22/ш от 6 января 1920 г.) 13-я армия вошла в состав последнего и дивизия соответственно.
В январе дивизия на непродолжительное время вошла в состав 14-й армии, затем была переведена обратно в 13-ю армию.
В марте — июне дивизия была в составе Украинской трудовой армии, затем снова в составе 13-й армии.
В ноябре дивизия вошла в состав 4-й армии
Южного фронта.
В апреле — июле 1920 дивизия вела бои с войсками Русской армии под командованием генерала Врангеля в Северной Таврии (Таврическая губерния).
В августе — сентябре дивизия участвовала в обороне Донбасса.
28 октября — 3 ноября дивизия участвовала в контрнаступлении Южного фронта в Северной Таврии (участие в овладении рубежом Астраханка — Инзовка, станция Большой Токмак, г. Мелитополь).
Во время Перекопско-Чонгарской операции Южного фронта 7 — 17 ноября дивизия находилась в резерве в районе Мелитополя.
В ноябре — декабре дивизия участвовала ликвидации отрядов повстанческой армии Н. И. Махно в районе гг. Каховка, Гуляй Поле, Пологи (см. Вольная территория).

### 1921 год
42-я стрелковая дивизия на основании приказа командующего войсками 4-й армии Южного фронта № 685/оп от 6 марта 1921 г. переформирована в 42-ю стрелковую бригаду.

## В составе
- Январь 1919 — 5 марта 1919 — Группа войск курского направления (с февраля 1919 – Донецкая группа)[1][2].
- 5 марта 1919 — январь 1920 — 13-я армия Южного фронта[1][2][3].
  - 14 августа — 12 сентября 1919 — Группа войск В. И. Селивачёва, 13-я армия Южного фронта. (контрнаступление Южного фронта 14.08 −12.09.1919: наступление в составе Группы войск В. И. Селивачёва, выход к г. Белгород, отход с арьергардными боями на рубеж р. Сейм)[1][2].
- 6 января 1920 — 13-я армия Юго-Западного фронта. (Южный фронт переименован в Юго-Западный).[4]
- Январь 1920 — 14-я армия[1][2].
- Январь — март 1920 — 13-я армия[1][2].
- Март — июнь 1920 — Украинская трудовая армия[1][2].
- Июнь — ноябрь 1920 — 13-я армия[1][2].
- Ноябрь 1920 — 6 марта 1921 — 4-я армия Южного фронта[1][2].

## Командование
- 7 марта — 27 марта 1919 — И. Х. Паука[уточнить]
- 9 апреля — 23 июня 1919 — А. В. Станкевич
- 26 июня — 9 августа 1919 — А. Д. Козицкий
- 9 августа — 10 сентября 1919 — Г. Д. Гай
- 10 сентября 1919 — 15 февраля 1920 — И. Х. Паука
- 18 февраля — 23 марта 1920 — В. С. Нестерович
- 29 июля — 1 сентября 1920 — В. С. Нестерович
- 17 октября — 27 декабря 1920 — М. И. Розен
- 27 декабря 1920 — 6 марта 1921 — М. В. Калмыков

## Начальники штаба
- 27.03.1919 — 19.09.1919 — И. Х. Паука
- 14.04.1920 — январь 1921 — Н. А. Ефимов

## Известные люди, связанные с дивизией
- Никулин, Владимир Яковлевич — (20.07.1919 — 2.4.1921) командир батареи 42-го тяжёлого артиллерийского дивизиона 42-й стрелковой дивизии. Впоследствии советский военачальник, гвардии генерал-майор танковых войск[5].
- Чёрный, Виктор Николаевич — в октябре 1919 — апреле 1920 — военный комиссар дивизии. Впоследствии ректор МИИТ.
- Верещинский, Андрей Семёнович — политрук роты, помощник комиссара полка 42-й стрелковой дивизии.